# Badische A2
Die Gattung A2 der Badischen Staatseisenbahn waren Elektrolokomotiven für den Betrieb auf der Wiesentalbahn und der Wehratalbahn. Die Lokomotiven wurden 1920 von der Deutschen Reichsbahn übernommen und erhielten 1926 die Betriebsnummern E 61 01 bis E 61 03, E 61 14, E 61 05 bis E 61 09 (Baureihen E 610 und E 611).

## Geschichte
Aufbauend auf den Erfahrungen mit der Lokomotive der Gattung A1 beschaffte man in den Jahren 1911/12 neun Lokomotiven von Siemens-Schuckert und Maffei. Die neuen Lokomotiven sollten auf einer Steigung von 10 ‰ einen 180-t-Zug mit 60 km/h befördern können. Für die Beschaffung war ein Stückpreis von 93.583 Mark veranschlagt.
Ihren Streckendienst verrichteten die Lokomotiven vom Bw Basel aus auf den Strecken der Wiesen- und der Wehratalbahn. Mit dem Einsatz von Lokomotiven der Baureihen E 70 und E 71.1 ab Ende der 1920er Jahre wurden die Lokomotiven entbehrlich. Deshalb begann im Juni 1931 die Ausmusterung der Maschinen, die im November 1933 abgeschlossen wurde.

## Konstruktive Merkmale
Gegenüber dem Vorgänger A1 verlegte man die Fahrmotoren in die Fahrzeugmitte und gestaltete den Lokomotivkasten in der üblichen Kastenform.
Der Hauptrahmen der Lokomotiven bestand aus Rahmenwangen mit Querverbindungen. Die Fahrmotorenlagerungen, die Pufferträger und das Bodenblech wurden zusätzlich versteift. Der Lokomotivkasten bestand aus einem mit Stahlblech verkleidetem Profilstahlgerüst. An den beiden Lokenden wurden Endführerstände eingerichtet. Zur Kühlung des Transformatorenöls befanden sich unter einem Dachaufsatz entsprechende Kühlschlangen. Im Maschinenraum waren auf der rechten Seite drei Fenster symmetrisch angeordnet. Auf der linken Seite waren zwei Fenster. Die Seitenwände waren zum Dach abgerundet, die Führerstände waren zu den Lokenden abgeschrägt.
Die Laufradsätze waren in einem Adamsgestell gelagert und hatten eine Seitenbeweglichkeit von jeweils 60 mm nach jeder Seite. Die Kuppelräder waren fest gelagert. Der mittlere Radsatz hatte geschwächte Spurkränze.
Der Antrieb erfolgte mittels übersetzungsloser Kuppelstangen. Bei den Lokomotiven 1 bis 3 und 5 bis 9 arbeiteten beide Fahrmotoren auf eine gemeinsame Blindwelle zwischen dem ersten und zweiten Kuppelradsatz. Bei Lokomotive Nummer 4 arbeitete jeder Fahrmotor auf eine eigene Blindwelle. Diese lagen zwischen der ersten und zweiten bzw. zweiten und dritten Kuppelachse. Durch die veränderte Konstruktion konnten jedoch nicht alle Mängel der Vorgängerlokomotive beseitigt werden. Insbesondere die Schüttelschwingungen waren geblieben. Diese versuchte man später durch die federnde Lagerung eines der Fahrmotoren zu reduzieren.
Bei den Fahrmotoren handelte es sich um zwei zwölfpolige Wechselstrom-Reihenschlussmotoren mit horizontal geteiltem Ständer. Die Lüftung wurde durch Lüfterräder auf der Ankerwelle sichergestellt. Die Stromübertragung erfolgte durch zwei SSW-Stromabnehmer mit Druckluftantrieb und Bügeltrenner. Der Öl-Hauptschalter befand sich im Maschinenraum. Der Haupttransformator war ölgekühlt. Neben den fünf Anschlüssen für die Fahrmotoren bestanden Anschlüsse für die Zugheizungsanlage mt 200 V, 260 V und 320 V. Die Lokomotivbeleuchtung mit 24 V Gleichstrom erfolgte mittels eines Umformers am 200-V-Anschluss. Ein von Hand betätigter Drehtransformator mit fünf Lastschaltern diente der Steuerung.
Als Bremse diente eine Druckluftbremse Wzbr. Bei der Lokomotive wurden die Kuppelräder einseitig gebremst. Zusätzlich hatte jeder Führerstand eine Wurfhebelbremse. Die  Kuppelräder wurden mittels eines Hand-Sandstreuers gesandet.